# Ashland (Virginia)

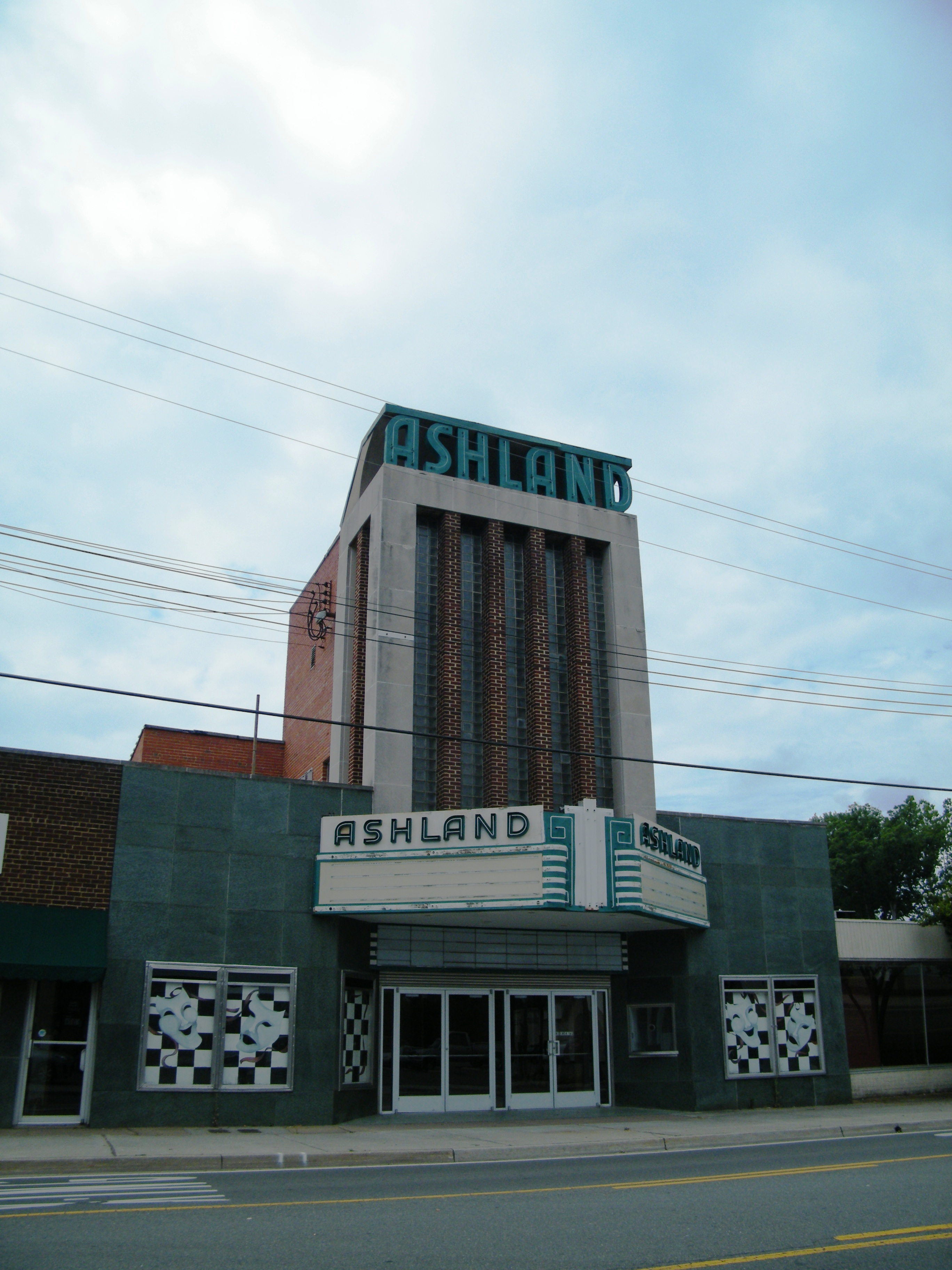
Ashland Teatro

Ashland es una localidad situada en el estado de Virginia, en Estados Unidos. Pertenece al Condado de Hanover. En el año 2000 tenía 6619 habitantes en una superficie de 18,7 km², con una densidad poblacional de 356,0 personas por km².

## Geografía
Ashland se encuentra ubicada en las coordenadas 37°45′34″N 77°28′38″O / 37.75944, -77.47722. Según la Oficina del Censo, la localidad tiene un área total de 18,7 km² (7,2 sq mi), de la cual 18,6 km² (7,2 sq mi) es tierra y 0,1 km² (0,04 sq mi) (0,55%) es agua.

## Demografía
Según la Oficina del Censo en 2000, los ingresos medios por hogar en la localidad eran de $36.125, y los ingresos medios por familia eran $43.101. Los hombres tenían unos ingresos medios de $31.373 frente a los $24.054 para las mujeres. La renta per cápita para la localidad era de $16.932. Alrededor del 6,9% de las familias y el 10,9% de la población estaban por debajo del umbral de pobreza.